# Ray Allen (coureur)
Ray Allen (Sutton, Londen, 12 december 1943) is een voormalig Brits autocoureur. Hij schreef zich in 1972 in voor één Formule 1-race, zijn thuisrace van dat jaar voor het team March, maar nam niet deel aan de race omdat zijn auto niet aanwezig was.